# Ruská univerzita družby národů Patrice Lumumby
Ruská univerzita družby národů Patrice Lumumby, zkratkou RUDN (rusky: Российский университет дружбы народов) je instituce vysokoškolského vzdělávání v Rusku. Nachází se v Moskvě.

## Historie
Dnes se jedná o jedinou univerzitu na světě, kde studuje více než 450 národů a národností ze 140 zemí. RUDN byla původně založena jako Univerzita družby národů Patrice Lumumby dne 5. února, 1960 vládou SSSR. Výuka probíhá ve většině případů v ruštině, ale v roce 2010 začala RUDN přijímat do aspirantury v řadě odborností s přípravou a obhajobou disertace na získání vědeckého titulu kandidáta věd v angličtině. RUDN také nabízí cizincům kurz, který je připraví k komunikaci v ruském jazyce v běžných konverzačních situacích. 
V roce 2023 bylo vráceno jméno Patrice Lumumby zpět do názvu univerzity .

## Významní studenti a absolventi
- Ilich Ramírez Sánchez, venezuelský terorista
- Porfirio Lobo Sosa, honduraský politik a zemědělský podnikatel
- Mahmúd Abbás, prezident Palestiny
- Hifikepunye Pohamba, prezident Namibie
- Sajjid Alí Chameneí, duchovní vůdce Íránu
- Anna Chapmanová, bývalá ruská špionka
- Alexej Navalnyj, ruský právník a politický aktivista
- Jelena Nikolajevová, ruská novinářka